# Pursuit Force: Extreme Justice
Pursuit Force: Extreme Justice è un videogioco di tipo sparatutto, sequel di Pursuit Force, sviluppato dalla Bigbig Studios e distribuito nel 2007 per PlayStation Portable. La versione per PlayStation 2 venne annunciata, ma non è mai stata pubblicata.
Il giocatore controlla il comandante di una speciale unità di polizia nota come Pursuit Force. Il compito del comandante è quello di sconfiggere le seguenti bandeː i Syndicate, rapinatori britannici di banche, i Raiders, pirati professionali con una particolare attenzione quando si tratta di rubare un carico e la Viper Squad, una divisione di polizia corrotta. Inoltre in questo capitolo ritornano i Warlords e i Convicts, provenienti dal capitolo precedente. L'obiettivo è quello di eliminare il capo di ogni banda, con ogni mezzo necessario.

## Trama
Il gioco si svolge due anni dopo gli eventi del capitolo precedente. Il matrimonio tra il Comandante e, la sua compagna di squadra, Sarah Hunter è interrotto dai Convicts, guidati da Billy Wilde, che sono fuggiti dal carcere per vendicarsi della Pursuit Force. Comincia, quindi, un inseguimento della polizia in cui la Pursuit Force ha la meglio. Poco dopo l'arresto dei Convicts, la Pursuit Force sta per catturare Billy Wilde ma una nuova task force di polizia chiamata Viper Squad sembra gestire la situazione. Rendendosi conto che sono in grado di fare molto con la Viper Squad, tornano a gestire casi che si traducono con l'arrivo dei Syndicate, nonché dei Raiders. Nel corso di un reato con i Raiders e i Warlords, il luogotenente dei Warlords, Yuri "la furia" Andreov, uccide Sarah, lasciando la squadra privata dei uno dei membri principali.
La Pursuit Force torna a mettere insieme le parti del puzzle in cui salvare il fisico nucleare Dr. Pertwee, rapito precedentemente dai Convict e obbligato a costruire una testata tremo-nucleare, e scoprire il motivo per cui le varie gang stanno cooperando. Nel corso di una missione, si scopre che il luogotenente dei Syndicate è in realtà una spia della MI5 di nome Lucy, che decide di collaborare con la squadra. Si scopre poi che i Convicts, i Syndicate, e i Raiders sono semplicemente i liberatori del carico nucleare, in quanto sono i Warlords che intendono con le proprie ragioni, lanciare armi nucleari su Capital City. Successivamente i leader delle bande più deboli sono sommariamente sconfitti, ma una bomba dentro la sede della Pursuit Force ferisce il Capo. Nella fuga il sicario perde però il portafoglio con dentro il distintivo della Pursuit. Mentre si cerca di capire chi è la talpa della Pursuit Force, sembra che tutte le dita sono puntate contro le reclute; Ashley, Preach e Gage. Come se non bastasse, un nuovo gruppo mascherato senza nome inizia a terrorizzare la città. L'aggiunta di più alla questione, è solo dopo aver combattuto il generale dei Warlords, il quale rivela che il comandante Decker della Viper Squad è il responsabile dell'intera operazione. La Viper Squad ha intenzione infatti di avviare uno stato di polizia a Capital City e ha iniziato una campagna di terrore uccidendo degli innocenti.
Durante la visita del presidente in città, il suo convoglio viene attaccato dalla Viper. La Pursuit Force interviene e comincia ad attaccare la Viper Squad e il loro cecchino mascherato, il quale si rivela essere un ex membro della Pursuit Force. Viene rivelato che Ashley era la talpa della squadra. Una battaglia sull'elicottero della Viper porta alla morte della talpa. Tuttavia i Viper non si arrendono: tentano infatti di avvelenare la falda acquifera della città e attaccano l'ospedale di Mount Hope. Entrambi i tentativi falliscono  e dopo la battaglia per conquistare l'ospedale i Viper si ritirano. Si arriva quindi alla battaglia finale contro Decker e gli ultimi Viper rimasti. Questi stanno tentando di lasciare la città su un mezzo protetto da un campo elettronico. Il comandante, grazie all'aiuto del dr. Pertwee e di Lucy riesce a salire sul mezzo e a distruggerlo. Decker tenta infine un'ultima fuga in auto che si rivela anch'essa fallimentare. Oramai messo alle corde, il comandante dei Viper viene quindi arrestato. Nel finale la Pursuit Force è congratulata per il loro impegno in una cerimonia organizzata dal presidente degli USA, ma il Capo e il Comandante non si presentano. Li si vede in una scena in cui fanno l'ultimo saluto a Sarah alla sua tomba, dopo aver ucciso l'uomo responsabile di tutto questo. Il Comandante chiude con la Pursuit Force, lasciando sulla tomba della moglie il suo distintivo e la pistola, ma il Capo dice che tornerà.

## Modalità di gioco
Il gameplay è molto simile al precedente capitolo difatti il giocatore, insegue ancora i nemici con auto, moto, elicotteri e barche, ingaggiando scontri a fuoco con essi. È possibile effettuare salti da un veicolo all'altro e solo dopo avere ucciso il guidatore e i passeggeri, si può prendere il controllo del mezzo. Le missioni durano 10 minuti circa e sono costituiti da diversi segmenti di gioco; per esempio una missione può includere una sezione di guida, una in elicottero sparando con una torretta e infine una sezione a piedi. Altri membri della Pursuit Force aiutano il giocatore e sono presenti numerosi boss. Il gioco include il "Justice meter" che permette di fare più danni ai nemici, per un breve periodo di tempo. È inclusa una modalità multiplayer Ad Hoc, una modalità Sfida e il Pursuit Force Shop dove è possibile acquistare immagini, video e trucchi.
Era inoltre prevista la possibilità di trasferire i progressi tra le versioni PSP e PS2 del gioco tramite cross-save, ma siccome la versione PS2 non è mai stata rilasciata, questa funzione è inutilizzabiile.

## Accoglienza
Il PlayStation Magazine Ufficiale ha dichiarato che il gioco è "uno dei nostri migliori giochi per PSP" e ha dato un voto di 4.5 su 5 stelle nel loro numero di febbraio 2008. Il gioco ha ricevuto recensioni generalmente positive, notando un lieve miglioramento rispetto al suo predecessore e con un livello di difficoltà più clemente. Ha ricevuto un 74.42% su GameRankings e un 73/100 su Metacritic.